# 中辻悦子
中辻悦子 （なかつじえつこ、本名：元永悦子、1937年2月12日 - ）は、日本のグラフィックデザイナー、造形作家、絵本作家。

## 人物・来歴
大阪府生まれ。大阪府立三国丘高等学校卒業。夫は元永定正で、夫の作品にグラフィックデザイナーとして協力することもあり、ふたりの作品展「元永定正 中辻悦子 絵本原画展」も開催。
1991年、『もけら もけら』（山下洋輔：文、元永定正：絵、中辻悦子：構成）で第14回絵本にっぽん賞（現・日本絵本賞）を受賞。
1999年、『よるのようちえん』（谷川俊太郎：文、中辻悦子：絵・写真）で第17回ブラティスラヴァ世界絵本原画展のグランプリを受賞。
2001年には神戸市なぎさ公園のモニュメント「夢きずな」、2005年には明石市民夏まつり事故の碑「いれぶんはーと」を元永定正と合作。
「元永定正＋中辻悦子絵本原画展」を2007年1月から3月に伊丹市立美術館、2009年には新潟市新津美術館、倉敷市立美術館、下関市立美術館で開催。2022年には、BBプラザ美術館で「中辻悦子　起・承・転・転」が開催された。

## 作品
- 『もけら もけら』 (日本傑作絵本シリーズ、山下洋輔：文、元永定正：絵、中辻悦子：構成)  - 福音館書店 1990年11月30日　ISBN 978-4-8340-0402-1
- 『まる まる』 (幼児絵本シリーズ、中辻悦子) - 福音館書店 1998/2/10　ISBN-13: 978-4834014839
- 『よるのようちえん』 (日本傑作絵本シリーズ、[大型本]、谷川俊太郎：文、中辻悦子：絵・写真) - 福音館書店 1998/5/31 ISBN 978-4834015393
- 『ふたり』 (谷川俊太郎：文、中辻悦子：絵) - クレヨンハウス 2005/11 ISBN 4861010438 谷川俊太郎のあかちゃんからの絵本
- 『ちんろろきしし』 (元永 定正：文、中辻 悦子：デザイン) - 福音館書店 2006/03 ISBN 4-8340-2195-5
- 『ココロのヒカリ』 (ぽっぽライブラリ みるみる絵本、谷川俊太郎：文、元永定正：絵、中辻悦子：構成・レイアウト) - 文研出版 2010/09 ISBN 978-4-580-82102-6

月刊絵本こどものとも
- 『これ め』 - こどものとも年少版 1985年11月号
- 『いろいろ しかく』 - こどものとも年少版 1988年3月号
- 『まる まる』 - こどものとも年少版 1993年10月号
- 『あっちみてこっちみて』こどものとも0.1.2. 2001年 75号
- 『あるひ　そらから　さんかくが』 - こどものとも年少版 2004年6月号 (風木一人：文、中辻悦子：絵)
- 『まるてん いろてん』 - こどものとも0.1.2.　2006年11月号 通巻140号
- 『かげ ひかり』元永定正 作・絵　中辻悦子 構成　こどものとも年中向き221号　2004年8月[7]

など。